# (37029) 2000 UZ6
2000 UZ6 (asteroide 37029) é um asteroide da cintura principal. Possui uma excentricidade de 0.08076160 e uma inclinação de 2.74824º.
Este asteroide foi descoberto no dia 24 de outubro de 2000 por LINEAR em Socorro.